# Eric Battle
Eric Battle (né en 1967 à Philadelphie) est un dessinateur de bande dessinée afro-américain qui a travaillé pour DC Comics et Marvel Comics.